# Melanohalea clairi
Melanohalea clairi (лат.) — вид листоватых лишайников семейства Пармелиевые. Он был описан в 2016 году как новый вид. Известен только из двух мест в США. Типовой образец был собран в Национальном лесу Уайт-Ривер в Колорадо, в зарослях можжевельника и дуба в горах. Здесь его нашли растущим на дубе Гамбела (Quercus gambelii). Он также был найден на территории Фронта Уосэтча в центральной части штата Юта на крупнозубчатом клёне (Acer grantidentatum). Этот вид назван в честь доктора Ларри Сент-Клера за его большой вклад в лихенологию по западной части Северной Америки. Лишайник морфологически похож на вид Melanohalea subolivacea, но генетически отличается от этого вида.